# Hottentotta conspersus
Espèce
Synonymes
- Buthus conspersus Thorell, 1876
- Buthus conspersus aeratus Lawrence, 1927
- Buthus angolensis Monard, 1930

Hottentotta conspersus est une espèce de scorpions de la famille des Buthidae.

## Distribution
Cette espèce se rencontre en Namibie et en Angola,.
Sa présence en Afrique du Sud est incertaine.

## Description
La femelle holotype mesure 39 mm.
Hottentotta conspersus mesure de 40 à 65 mm.

## Systématique et taxinomie
Cette espèce a été décrite sous le protonyme Buthus polystictus par Pocock en 1896. Elle est placée dans le genre Stictobuthus par Vachon en 1949, dans le genre Buthotus par Vachon et Stockmann en 1968 puis dans le genre Hottentotta par Francke en 1985.

## Publication originale
- Thorell, 1876 : « Études Scorpiologiques. » Atti della Societa Italiana di Scienze Naturali, vol. 19, p. 75–272 (texte intégral).